# Unidad periférica de Kárpatos
La unidad periférica de Kárpatos (en griego: Περιφερειακή ενότητα Καρπάθου) es una de las unidades periféricas de Grecia. Es parte de la periferia del Egeo Meridional. La unidad regional abarca las islas de Kárpatos, Kasos, Saria y varias islas más pequeñas del mar Egeo.

## Administración
Como parte de la reforma gubernamental de 2011, la unidad periférica de Kárpatos fue creada a partir de una parte de la antigua prefectura del Dodecaneso. Se subdivide en 2 municipios, numerados a partir de la imagen de la derecha.
- Kárpatos (5)
- Kasos (6)

La provincia de Karpathos ( griego: Επαρχία Καρπάθου) fue una de las provincias de la prefectura del Dodecaneso. Tenía el mismo territorio que la unidad regional actual. Fue suprimida en el 2006.